# Émetteur d'Aholming

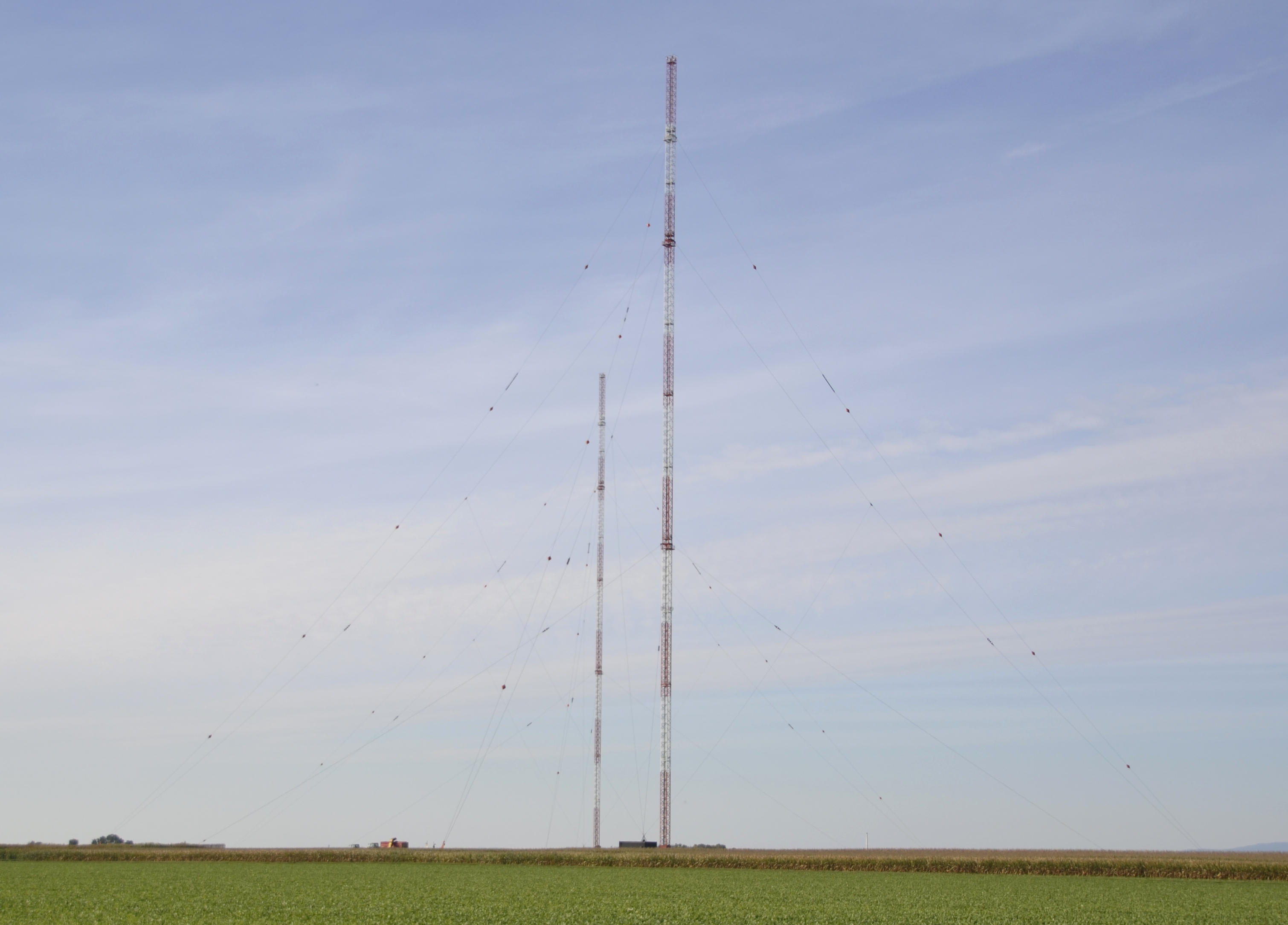
Émetteur d'Aholming

L'émetteur d'Aholming est un émetteur grandes ondes de 500 kW diffusant sur la fréquence 207 kHz le programme de Deutschlandfunk (Deutsche Telekom) à Aholming, Allemagne. 
L'installation de transmission est semblable à celle de l'émetteur Donebach qui diffuse le même programme sur 153 kHz. Comme à Donebach, l'antenne est constituée par deux pylônes. Cependant, en raison de la fréquence plus élevée, leur hauteur "n'est que" de 265 mètres contre 363 mètres pour celui de Donebach.
L'arrêt de la diffusion sur cette fréquence a été effective le 31 décembre 2014, tout comme sur celle de l'émetteur de Donebach qui diffuse le même programme sur 153 khz.